# 58896 Schlosser
58896 Schlosser è un asteroide della fascia principale. Scoperto nel 1998, presenta un'orbita caratterizzata da un semiasse maggiore pari a 2,7173103 UA e da un'eccentricità di 0,1616056, inclinata di 12,98677° rispetto all'eclittica.